# Nguyễn Văn Vực
Nguyễn Văn Vực (1909–1952), tên thường gọi là Tư Vực, là một nhà cách mạng và chỉ huy quân sự Việt Nam. Ông từng giữ các chức vụ: Bí thư tỉnh ủy Thái Bình; Bí thư tỉnh ủy Sóc Trăng; Bí thư Khu ủy Khu 9; Trưởng ban Nông vận miền Nam.

## Thân thế
Nguyễn Văn Vực sinh năm 1909 trong một gia đình địa chủ ở làng Kênh Son (làng Son), tổng Cao Mại, huyện Trực Định, phủ Kiến Xương, tỉnh Thái Bình. (thôn Nguyên Kinh 2, xã Minh Hưng, huyện Kiến Xương)
Nguyễn Văn Vực là con thứ tư của ông Hàn Chất, người giàu có nhất làng nhờ có trăm mẫu ruộng tổ tiên để lại, song lại là người sống theo lễ giáo, tôn trọng mọi người. Ban đầu, ông đỗ Sơ học yếu lược, được tạo điều kiện lên thị xã Thái Bình học tập ở trường Tư thục Minh Thành.

## Hoạt động cách mạng
Năm 1926, ông bắt đầu tiếp xúc với chi bộ trường Minh Thành của Hội Việt Nam Cách mạng Thanh niên. Tháng 8 năm 1927, thông qua sự giới thiệu của bạn học cũ, ông được Nguyễn Phương Lãm kết nạp vào Chi bộ Thanh niên làng Thuận An (Vũ Thư). Đầu năm 1928, ông kết nạp ba Hội viên và thành lập một tổ Thanh niên gồm bốn người do bản thân làm Tổ trưởng, tiếp tục mở rộng tuyên truyền, phát triển cơ sở.
Tháng 7 năm 1929, ông cùng Nguyễn Quýnh được kết nạp vào Chi bộ Lai Vi của Đông Dương Cộng sản Đảng. Cuối năm 1929, Chi bộ Lai Vi tách ra thành lập Chi bộ Kênh Son do Nguyễn Văn Vực làm Bí thư. Năm 1930, ông kết hôn và ra ở riêng, được cha mẹ chia 15 mẫu ruộng. Để ủng hộ phong trào cách mạng, ông và vợ đã đem bán một phần số ruộng của mình lẫn kỷ vật cưới. Tháng 4, ông cùng chi bộ lãnh đạo quần chúng đấu tranh ủng hộ công nhân dệt Nam Định, bản thân đứng ra vận động nhà giàu cho vay thóc để cứu đói, cũng như cứu tế những nạn nhân của chính quyền thực dân Pháp khi đàn áp cuộc biểu tình ở Tiền Hải.
Từ tháng 10, ông chỉ đạo chi bộ rải truyền đơn tố cáo tội ác của chính quyền thực dân, kêu gọi mọi người đấu tranh, phát động hai cuộc mít tinh ở chợ Cao Mại (16 tháng 2 năm 1931) và lễ giỗ Hai Bà Trưng (tháng 3 năm 1931). Do có kẻ phản bội chỉ điểm, ông bị bắt và bị tra tấn trong nhiều ngày. Sau khi được thả, ông mở trường tư ở nhà, dạy học cho con em Đảng viên và người nghèo.
Đầu năm 1937, lớp học đóng cửa, ông cùng Trần Cung xuất bản báo Tiến Lên làm cơ quan ngôn luận của tổ chức Đảng tỉnh Thái Bình. Hội Hiếu hữu làng Son được thành lập để gây dựng ảnh hưởng trong quần chúng. Tháng 7, hội nghị cán bộ toàn tỉnh được tổ chức ở làng Vũ Lăng, bầu ra Ban Tỉnh ủy Thái Bình do ông làm Bí thư. Dưới sự lãnh đạo của Ban Tỉnh ủy, phong trào nông dân ở Thái Bình phát triển mạnh mẽ, được Bí thư Xứ ủy Bắc Kỳ Hoàng Quốc Việt đánh giá là là "tỉnh mạnh nhất".
Tháng 4 năm 1940, do Nguyễn Duy Trí phản bội, ông bị bắt và bị kết án 20 năm khổ sai, lưu đày ở nhà tù Sơn La, Côn Đảo.

## Hoạt động kháng chiến
Tháng 9 năm 1945, sau Cách mạng Tháng Tám, các tù nhân ở Côn Đảo, gồm Nguyễn Văn Vực, được Tỉnh ủy Sóc Trăng đón trở về đất liền. Tháng 10, nhằm tăng cường cán bộ bảo đảm cho các mặt công tác, ông được Liên Tỉnh ủy Hậu Giang chỉ định làm Bí thư Tỉnh ủy Sóc Trăng thay cho Dương Kỳ Hiệp làm Phó Bí thư phụ trách chính quyền.
Cuối tháng 4 năm 1946, ông cùng Vũ Đức, Phan Trọng Tuệ, Trần Văn Đại được điều động làm Khu ủy viên Khu 9 (Khu ủy Hậu Giang) do Trần Văn Hiển làm quyền Bí thư, với nhiệm vụ thúc đẩy công tác xây dựng lực lượng vũ trang chống Pháp. Cùng năm, ông làm Bí thư Khu ủy Khu 9. Đầu năm 1948, ông được cử làm Chủ tịch Ủy ban Kháng chiến Khu 9.
Năm 1950, ông được Trung ương Cục phân công làm Trưởng ban Nông vận miền Nam. Ngày 25 tháng 8 năm 1952, ông qua đời đột ngột sau một cơn đau dạ dày cấp tính.

## Vinh danh
Ông được truy tặng: Huân chương Hồ Chí Minh; Huân chương Kháng chiến Hạng Nhất
Năm 1977, hài cốt của ông được Thành ủy Thành phố Hồ Chí Minh di chuyển từ Kiên Giang về an táng tại nghĩa trang thành phố.
Tên của ông được đặt cho một con đường ở thị trấn Kiến Xương (Thái Bình).